# May Golan
May Golan (Hebreeuws: מאי גולן) (Tel Aviv, 3 mei 1986) is een Israëlische politica voor Likoed in de Knesset.
Voor haar toetreding tot het parlement was Golan politiek commentator op de Israëlische televisie. Golan is geboren in Tel Aviv in een Mizrachi-Joodse familie. Haar moeder was een orthodoxe jodin uit Irak toen ze als 3-jarige via  Operatie Ezra en Nehemia een alija maakte tussen 1949 en 1952.
Bij de verkiezingen voor de 19e Knesset in 2013 was Golan de tiende kandidaat namens Otzma Yehudit, maar die partij wist geen zetel te behalen. In 2019 kandideerde zij zich namens Likoed als 32e kandidaat en zij werd verkozen in de 21e Knesset toen Likoed 35 zetels wist te behalen onder leiding van Benjamin Netanyahu.
Golan is alleenstaand en woont in Tel Aviv.
In april 2023 werd May Golan benoemd tot consul-generaal in New York in de Verenigde Staten van Amerika..